# Chris Carrabba
Christopher Ender Carrabba (West Hartford, 10 aprile 1975) è un cantante e chitarrista statunitense di origine italiana.

## Carriera
Nato in Connecticut, a sedici anni si trasferisce a Boca Raton (Florida) con la famiglia.
È membro fondatore e frontman del gruppo indie rock statunitense Dashboard Confessional, con cui ha debuttato nel 2000 pubblicando l'album The Swiss Army Romance.
Ha fatto parte del gruppo rock cristiano Further Seems Forever dal 1998 al 2002 ed è poi ritornato nella band nel 2010.
Nel 2011 ha pubblicato da solista un album di cover intitolato Covered in the Flood.
Sempre nel 2011 ha dato vita dal gruppo di musica folk rock-americana Twin Forks, di cui fa parte tra gli altri anche Suzie Zeldin (The Narrative). Questo gruppo ha esordito nel 2013 con l'EP omonimo.
Tra gli altri mestieri da lui esercitati prima di intraprendere la carriera musicale vi è quello dell'insegnante elementare.